# Temur Kezbaia
Temur Kezbaia (georgisch თემურ ქეცბაია; englisch Temur Ketsbaia; * 18. März 1968 in Gali, Abchasische ASSR, Georgische SSR, Sowjetunion) ist ein georgischer Fußballtrainer und ehemaliger Fußballspieler.
Der ehemalige Mittelfeldspieler war von 2009 bis 2014 Trainer der Georgischen Fußballnationalmannschaft. Zuvor trainierte er den griechischen Spitzenverein Olympiakos Piräus und den zyprischen Club Anorthosis Famagusta, für den er bis zu seinem Rücktritt vom aktiven Fußball seit 2002 auch als Spieler aktiv war. Als aktiver Fußballer spielte er um die Jahrtausendwende in den ersten Ligen Englands, Schottlands sowie Griechenlands und war ein Schlüsselspieler der Nationalmannschaft seiner Heimat.
Kezbaia begann seine Laufbahn bei Dinamo Suchum, bevor er 1987 zu Dinamo Tiflis wechselte, für das er im selben Jahr seinen ersten Einsatz in der Höchsten Liga der UdSSR hatte. Nach dem Austritt Georgiens aus dem sowjetischen Ligasystem wurde er mit dem Club dreimal Meister der Umaghlessi Liga und georgischer Nationalspieler, was ihm ermöglichte ins „west“europäische Ausland zu wechseln. Seine erste Station war aber 1992 Anorthosis Famagusta in Zypern, bevor er 1994 zum amtierenden griechischen Meister AEK Athen wechselte, mit dem er 1996 und 1997 den
Landespokal gewinnen konnte.
Durch das Bosman-Urteil konnte er nach der Saison 1997 ablösefrei zum amtierenden englischen Vizemeister Newcastle United wechseln; mit Newcastle stand er zweimal (1998, 1999) erfolglos im FA-Cup-Finale. Nach 78 Einsätzen und sieben Toren in der Premier League verließ er im Sommer 2000 Newcastle, um beim damaligen englischen Zweitligisten Wolverhampton Wanderers zu spielen, den er aber bereits nach 24 Spielen zum Ende der Saison 2000/01 verließ.
Sein neuer Club war der FC Dundee, für den er in einem Jahr 22-mal zum Einsatz kam.
Nach der Saison 2002 ließ Kezbaia seine Laufbahn bei seinem alten Verein Anorthosis Famagusta ausklingen, bis 2004 war er neben Spieler auch Co-Trainer und seit 2004 Spielertrainer des Vereins. In seiner ersten Saison als Cheftrainer 2004/05 gelang dem Club sofort die Meisterschaft. In der folgenden Qualifikation zur UEFA Champions League konnte man Trabzonspor ausschalten.
Im Sommer 2007 trat er endgültig vom aktiven Fußball zurück und war seitdem lediglich Trainer des zyprischen Vereins. In der Folgesaison konnte er den zweiten Meistertitel als Trainer feiern. Die daraus berechtigte Teilnahme in der Champions League führte zum bisher größten Erfolg eines zyprischen Vereins in der Europapokal-Geschichte. Nicht nur erreichte er mit Anorthosis über 3 Qualifikationsrunden die Gruppenphase, dort erkämpfte sich das Team sogar 6 Punkte (1 Sieg und 3 Unentschieden) und verspielte die Qualifikation erst im letzten Spiel.
Im Sommer 2009 unterschrieb Kezbaia einen Drei-Jahres-Vertrag beim griechischen Serienmeister Olympiakos Piräus. Am 15. September 2009 wurde jedoch Kezbaia entlassen. Laut Klub handelte es sich um eine einvernehmliche Vertragsauflösung aufgrund der Unzufriedenheit der Fans mit der aktuellen Spielweise sowie Unstimmigkeiten zwischen Spielern und Trainer. Nur einen Monat später, im November 2009, übernahm Kezbaia erstmals das Traineramt einer Fußballnationalmannschaft, nämlich jene seines Heimatlandes Georgien.
Kezbaia spielte zwischen 1990 und 2003 insgesamt 45 Mal für Georgien und erzielte 15 Tore.